# ژرار مولیز
ژرارِ مولیز (به فرانسوی: Gérard Mulliez)؛ زادهٔ ۱۳ مهٔ ۱۹۳۱) کارآفرین، سرمایه‌دار، بازرگان و مدیر ارشد اجرایی فرانسوی است. او در سال ۱۹۶۱ شرکت اوشان را تأسیس کرد.